# Aruské ostrovy
Aruské ostrovy jsou souostroví ležící západně od ostrova Nová Guinea v Arafurském moři. Administrativně spadají pod indonéskou provincii Moluky. Hlavní sídlo se jmenuje Dobo.

## Geografie
Aruské ostrovy leží západně od ostrova Nová Guinea v Arafurském moři a zahrnují šestici hlavních ostrovů Warilau, Kola, Wokam, Kobroor, Maikoor a Trangan, které oddělují úzké průlivy, a desítky menších ostrovů, s jejichž započtením tvoří Aruské ostrovy více než 90 samostatných ostrovů. Hlavní město Dobo leží na ostrově Wamar a je vybavené menším letištěm a přístavem.
Ostrovy většinou pokrývá bujná vegetace (arekovité, pandánovité), pobřežní oblasti bývají bažinaté. Ostrov Trangan se vyznačuje spíše travnatou vegetací. Složení fauny upomíná na doby, kdy bylo souostroví společně s Austrálii a Novou Guinejí součástí pevninského bloku Sahul, převládajícími savci jsou zde vačnatci. Aruské ostrovy spadají do australské biogeografické oblasti. Během svých cest Malajským souostrovím je navštívil britský přírodovědec a průkopník evoluční teorie Alfred Russel Wallace.

## Historie
První zmínka o Aruských ostrovech v západní literatuře pochází asi z roku 1515 z pera portugalského spisovatele Tomé Pirese. Od roku 1623 bylo souostroví pod formální suverenitou Sjednocené východoindické společnosti. V průběhu historie byly z ostrovů do Asie a Evropy exportovány luxusní přírodní produkty, jako byly rajky, želví krunýře a perly. Přestože byly ostrovy součástí globální obchodní sítě, aruská společnost zůstávala bezstátní a relativně rovnostářská a až do pozdního koloniálního období unikala výraznější koloniální kontrole. Během druhé světové války v Tichomoří ostrovy obsadilo japonské vojsko, od roku 1949 jsou součástí Indonésie. Místní se stále živí obchodem s přírodninami, jakož i pěstováním ságovníků, kokosových palem, rýže, cukrové třtiny či tabáku.
Obyvatelstvo je papuánského a malajského původu, vyznává tradiční náboženství, na západních ostrovech žijí i muslimské a křesťanské komunity. Aruské ostrovy patří k nejvýchodnějším místům na světě, kde se v raném novověku tato dvě klíčová náboženství omezeně prosadila.